# こやま峰子
こやま 峰子（こやま みねこ、1936年 - ）は、日本の詩人、児童文学作家。平和主義の立場からの著作が多い。

## 略歴
本名・小山つね子。東京出身。共立女子高等学校卒業。
翻訳絵本「だ・あ・れ!?」などで赤い靴児童文化賞受賞。1998年、日本童謡賞特別賞受賞。2003年に第26回巖谷小波文芸賞（日本青少年文化センター）を、2004年には児童文化功労者（日本児童文芸家協会）、日本児童文芸家協会賞を受賞。

## 著書
- 『さんかくじょうぎ 少年少女詩集』（武田淑子絵、教育出版センター） 1983
- 『はじめのいーっぽ』（山本省三絵、銀の鈴社、ジュニアポエム双書） 1987
- 『あだなはかっぱかっぱっぱ』（渡辺あきお絵、アリス館） 1988
- 『ジャンボゴリラとたけのこ』（渡辺あきお絵、ほるぷ出版） 1988
- 『のらねこサムのクリスマス』（宮本忠夫絵、高木東六作曲、アリス館） 1988
- 『キーワード 詩集』（河出書房新社） 1989
- 『ぴかぴかコンパス』（田中槙子絵、大日本図書、小さい詩集） 1991
- 『花恋』（秋山庄太郎写真、PHP研究所） 1992
- 『ジャンボゴリラとこねこたち』（渡辺あきお絵、河合楽器製作所・出版事業部） 1993
- 『ジャンボゴリラとゆきだるま』（渡辺あきお絵、河合楽器製作所・出版事業部） 1994
- 『ノクターンの旅人たち』（大日本図書、きみだけの生きかた） 1994
- 『いのちの詩』（秋山庄太郎写真、PHPエディターズ・グループ） 1995
- 『愛のフェアリーたち ノアン村への招待 ねこ物語』（渡辺あきお絵、ぬぷん） 1996
- 『にじいろのしまうま』（やなせたかし絵、金の星社） 1996
- 『はやくおおきくなりたい』（やなせたかし絵、PHP研究所） 1997
- 『名作へのパスポート 世界の文学案内』（金の星社） 1997
- 『夢につばさを 世界中の子どもたちに』（葉祥明絵、リッキー・ニノミヤ英訳、金の星社） 1997
- 『ねがいをのぼる太陽に 学校に行かせて』（葉祥明絵、アグネス・チャン英訳、日本航空文化事業センター） 1998
- 『花歌墨 花に酔い、花に詠う』（秋山庄太郎写真、金子卓義書、日本経済新聞社） 1998
- 『イルカにあいたい 難病の少年、正ちゃんの願い』（大島妙子絵、国土社） 2000
- 『花になった子うし 地雷のない地球をめざして』（高橋宏幸絵、難民を助ける会英訳、自由国民社） 2001
- 『ねこの船』（渡辺あきお絵、スネル博子英訳、自由国民社） 2002
- 『かぜのアパート こやま峰子詩集』（市川曜子銅版画、朔北社） 2003
- 『ことばのたしざん こやま峰子詩集』（沢野ひとし銅版画、朔北社） 2003
- 『しっぽのクレヨン こやま峰子詩集』（城野由美子銅版画、朔北社） 2003
- 『しろいゴリラとくろいゴリラ』（渡辺あきお絵、金の星社） 2003
- 『地雷のあしあと ボスニア・ヘルツェゴビナの子どもたちの叫び』（ボスニア・ヘルツェゴビナの子どもたち絵、小学館） 2003
- 『ねこのフェアリー』（渡辺あきお絵、スネル博子英訳、自由国民社） 2003
- 『心に残る愛唱歌』（渡辺あきお絵、東京書籍） 2004
- 『にじいろのしまうま』（やなせたかし絵、金の星社） 2004
- 『ひつじみち』（小林豊絵、佼成出版社） 2004
- 『エマおばあさんとモミの木 アルザスのファンタジー』（花房葉子絵、平凡社） 2005
- 『いのちのいろえんぴつ』（豊島加純詩・絵、マイケル・グレイニエツ絵、教育画劇） 2006
- 『大きな友だちゴリラ』（岡本順絵、佼成出版社） 2006
- 『希望の義足』（藤本四郎絵、日本放送出版協会） 2006
- 『コドモときどきあくま』（藤尾まりこ絵、金の星社） 2007
- 『平和の種』（おぐらひろかず絵、どりむ社） 2007
- 『10代をよりよく生きる読書案内』（編著、東京書籍） 2008
  - 『10代をよりよく生きる読書案内 海外編』（編著、東京書籍） 2010
  - 『10代をよりよく生きる読書案内 詩歌編』（編著、東京書籍） 2011
- 『あいうえおゴリラ』（やなせたかし絵、えほんの杜） 2008
- 『アンジェラのおねがい』（藤本将画、教育画劇） 2008
- 『ツルのとぶ大地で』（小泉るみ子絵、女子パウロ会） 2008
- 『ほたるにあいたい』（西川祐介写真、古河義仁監修、チャイルド本社、エコ育絵本ちきゅうのなかまたち） 2010
- 『ねえママ』（平松恵子絵、金の星社） 2011
- 『たからものがいっぱい!』（キューバのこどもたち絵、フレーベル館） 2012
- 『ありがとうのかぜ』（はなてる絵、えほんの杜） 2014
- 『こもりうたのさんぽみち 詩集』（女子パウロ会） 2014
- 『いのりの石 ヒロシマ・平和へのいのり』（塚本やすし絵、フレーベル館） 2015
- 『未来への伝言』（藤本将画、未知谷） 2016

## 翻訳
- 『だ・あ・れ!?』（ジャネットとアラン・アルバーグ絵と文、アリス館） 1990
- 『あいたかったよ』（エルズビエタ、朔北社） 2000
- 『ジャネットとアランのおはなし玉手箱』（ジャネットとアラン・アルバーグ絵と文、朔北社） 2000
- 『どこへいったのジャムタルト』（ジャネットとアラン・アルバーグ絵と文、朔北社） 2000
- 『自由 愛と平和を謳う』（ポール・エリュアール詩、クロード・ゴワラン画、朔北社） 2001
- 『ビズの女王さま』（クリスチャン・アールセン、どりむ社） 2003

## 作詞
- 「風のすべり台」JASRAC作品コード 070-7758-1